# Shinji Takamatsu
Shinji Takamatsu (高松 信司?, Takamatsu Shinji; prefettura di Tochigi, 3 dicembre 1961) è uno sceneggiatore, regista e animatore giapponese.
Ha diretto After War Gundam X e Gintama.